# Philosophie judéo-alexandrine
La philosophie judéo-alexandrine naît à Alexandrie au IIe siècle avant l’ère commune. Issue de la confrontation entre judaïsme et hellénisme, elle affirme la supériorité du premier tout en adoptant la langue et les formes du second.  
Le premier représentant connu en est Aristobule de Panéas, auteur d’un commentaire allégorique sur le Pentateuque. Deux siècles plus tard, Philon d’Alexandrie en rédige le seul corpus ayant survécu dans son intégralité jusqu’à nos jours. Elle disparaît un siècle plus tard avec le déclin de la communauté juive alexandrine, sans avoir exercé d’influence sur la pensée juive ultérieure mais non sans avoir abreuvé les sources de la théologie patristique.